# 独島の月
独島の月（トクトのつき）は、大韓民国・慶尚北道が制定した「独島」（日本名：竹島）の領有権保有をPRする目的で制定された月間イベントのタイトルである。大韓帝国が1900年10月25日に独島＝竹島を管轄地域に指定したという、韓国側の主張にちなんでいる。

## 制定の経緯と背景
島根県が2005年3月に竹島の日を制定したことによって、韓国側がこれに抗議、日韓交流イベントが中止や延期になった。韓国が竹島（独島）の管轄であるとする行政区の慶尚北道（キョンサンプクト、けいしょうほくどう）は、さらに日本に圧力をかける目的で、韓国側に領有権があることを全面的に打ちだすキャンペーンとして「独島の月」を制定、毎年10月に実施することを決めたものである。2019年の「独島の月」には慶尚北道や大邱広域市で「独島」に関連した学術大会が多数開催された。
10月が「独島の月」である理由は、1900年10月25日の「大韓帝国勅令41号」である。以下が、その原文である（一部ハングルで書かれている箇所を日本語に訳している）。
韓国政府は、この「石島」を「独島」としている。

## 具体的な内容
- 慶尚北道とその議会は、島根県が竹島の日の条例を破棄するまで、島根県との交流を全面的に停止する。但し商法の適用を受ける法人・団体と国レベルなどの国際行事での韓日の訪問は例外となる。
- 慶尚北道の公務員、並びに第3セクター（慶尚北道が1/2以上を出資する企業・団体）の職員などによる公務での訪日出張を10月は規制する。